# 纳尔霍兹大学
纳尔霍兹大学（羅馬化：Narkhoz universitetı，[nɑrχɔz unəjʋʲersətʲetɘ]），位于位于哈萨克斯坦阿拉木图市的一所大学。